# Chris Coleman (futbolista)
Christopher Patrick Coleman (Swansea, Glamorgan, 10 de junio de 1970), más conocido como Chris Coleman, es un exfutbolista y actual entrenador galés. Actualmente está sin club.
Como jugador, comenzó su carrera en el Manchester City, aunque lo dejó cuando era adolescente para debutar con el Swansea City en 1987. En 1991, se unió al Crystal Palace, al que representó en la Premier League. Pasó un año y medio en el Blackburn Rovers, antes de fichar por el Fulham en 1997, ayudando al equipo a conseguir dos ascensos desde la tercera división a la máxima categoría. Su carrera como futbolista terminó a la edad de 32 años, cuando se rompió la pierna en un accidente automovilístico.
A continuación, inició su carrera como entrenador en el Fulham. Más tarde, fue nombrado entrenador de la Real Sociedad, donde renunció en enero de 2008 por diferencias con el presidente entrante. Regresó a Inglaterra para dirigir el Coventry City, pero fue despedido en mayo de 2010 tras una mala racha de resultados. Luego, dirigió al AE Larissa durante la primera mitad de la temporada 2011-12 antes de marcharse debido a los problemas financieros en el club. En 2012, asumió el cargo de entrenador de la selección de Gales tras la muerte de Gary Speed, y lo llevó a las semifinales de la Eurocopa 2016.

## Carrera

### Como jugador
Como jugador profesional, ocupó generalmente la posición de defensa, alternándose ocasionalmente como delantero. Debutó como futbolista en las filas del  Swansea City y se retiró en el Fulham. Realizó 32 apariciones en diversos partidos de la selección galesa.

### Como entrenador

#### Fulham
Como director técnico, se estrenó en el banquillo del Fulham en 2003, alcanzando un noveno lugar en la Premier League inglesa de la temporada 2003-2004. Sin embargo, en las dos siguientes campañas, el equipo ocupó posiciones de la segunda mitad de la clasificación. Finalmente, en abril de 2007, fue despedido tras 7 partidos sin ganar.

#### Real Sociedad
Luego, fue nombrado nuevo entrenador de la Real Sociedad, pero dimitió en enero de 2008, alegando diferencias con el presidente entrante, a pesar de que en sus últimos once partidos registró una sola derrota y marchaba 5.º tras 20 jornadas de Liga.

#### Coventry City y AE Larissa
En febrero de 2008, regresó a Inglaterra para dirigir al Coventry City; pero fue despedido en mayo de 2010, tras una racha desastrosa de resultados. Posteriormente, entrenó durante 7 meses al AE Larissa de la Segunda División de Grecia.

#### Selección de Gales
En enero de 2012, firmó como nuevo seleccionador de Gales. Bajo su dirección, el combinado británico logró un hecho histórico: superar la clasificación para la Eurocopa, algo que no lograba desde hacía 57 años. Tras este éxito, fue renovado hasta 2018. En la Eurocopa 2016, Gales fue una de las revelaciones al llegar hasta semifinales, donde cayeron ante Portugal.

#### Sunderland
En noviembre de 2017, tras no poder clasificarse para la Copa Mundial de Fútbol de 2018, dimitió de su cargo para firmar por el Sunderland, al que entrenó hasta el 29 de abril de 2018.

#### Hebei China Fortune
En junio de 2018, se incorporó al Hebei China Fortune. Fue despedido en mayo de 2019, tras 11 meses en el cargo.

#### Atromitos de Atenas
El 8 de enero de 2022, fue oficializado como entrenador del Atromitos, para intentar sacarlo de los puestos de descenso.En octubre de 2023, presentó su renuncia luego de un flojo comienzo de temporada.

#### AEL Limassol
El 25 de mayo de 2024, fue anunciado como técnico del AEL Limassol.El 27 de noviembre, presentó su renuncia al cargo para marcharse a dirigir al fútbol belga.

#### OH Leuven
El 30 de noviembre de 2024, asumió al frente del OH Leuven y firmó un contrato hasta junio de 2026. El 11 de junio de 2025, fue relevado de sus funciones tras la finalización de la temporada.

## Carrera

### Como jugador
| Club             | País       | Año       |
| ---------------- | ---------- | --------- |
| Swansea City     | Gales      | 1987-1991 |
| Crystal Palace   | Inglaterra | 1991-1995 |
| Blackburn Rovers | Inglaterra | 1995-1997 |
| Fulham           | Inglaterra | 1997-2002 |

### Como entrenador
| Club                | País       | Año       | PJ  | PG  | PE  | PP  | Efectividad |
| ------------------- | ---------- | --------- | --- | --- | --- | --- | ----------- |
| Fulham              | Inglaterra | 2003-2007 | 176 | 61  | 44  | 71  | 42.99%      |
| Real Sociedad       | España     | 2007-2008 | 21  | 8   | 7   | 6   | 49.21%      |
| Coventry City       | Inglaterra | 2008-2010 | 117 | 34  | 37  | 46  | 39.6%       |
| AE Larissa          | Grecia     | 2011-2012 | 12  | 6   | 4   | 2   | 61.11%      |
| Selección de Gales  | Gales      | 2012-2017 | 50  | 19  | 13  | 18  | 46.67%      |
| Sunderland          | Inglaterra | 2017-2018 | 29  | 5   | 8   | 16  | 26.44%      |
| Hebei China Fortune | China      | 2018-2019 | 21  | 7   | 6   | 8   | 42.85%      |
| Atromitos           | Grecia     | 2022-2023 | 60  | 16  | 21  | 23  | 38.34%      |
| AEL Limassol        | Chipre     | 2024      | 11  | 5   | 1   | 5   | 48.48%      |
| OH Leuven           | Bélgica    | 2024-2025 | 25  | 6   | 9   | 10  | 36%         |
| Total               | Total      | Total     | 522 | 167 | 150 | 206 | 41.57%      |